# Achemine
Achemine är en kommun i departementet Néma i regionen Hodh Ech Chargui i Mauretanien. Kommunen hade 2 554 invånare år 2013.